# محبوبة عباسقليزاده
الإيرانية محبوبة عباسقليزاده، هي ناشطة في حقوق المرأة وباحثة وصحفية ومنتجة إعلامية، وهي مديرة شبكة زانان الإذاعية وعضو نشط في حملة «حقوق المرأة في إيران» وحركة «ميثاق المرأة الإيرانية». ترأست جمعية الكاتبات والصحفيات كما كانت رئيسة تحرير مجلة الدراسات النسائية «فارزانه». اعتُقلت محبوبة عدة مرات منذ عام 2004 عندما تم إغلاق مركز تدريب المنظمات غير الحكومية التابع لها، وحكمت عليها المحكمة الثورية الإيرانية بعد أن توجهت من إيران إلى أوروبا في عام 2010 بالسجن لمدة عامين ونصف وثلاثين جلدة بسبب «أفعال ضد الأمن القومي».

## الحياة
ولدت محبوبة عباسقليزاده في مدينة المحمرة الموجودة في جنوب إيران، وحصلت على درجة البكالوريوس في علم اللاهوت من جامعة طهران، وعلى درجة البكالوريوس في العلوم الإسلامية من جامعة آزاد الإسلامية، وماجستير في علوم التواصل من جامعة العلّامة الطبأطبائي في طهران، كما درست الأدب في جامعة عين شمس في القاهرة.
أصبحت القراءات النسوية للقرآن من ضمن اهتماماتها كشخص مشارك في الثورة الإسلامية الإيرانية، حيث شاركت في مجموعة قراءة القرآن مع منير جرجي ومنير عمادي؛ اللذين أنشأت معهما معهد الدراسات والأبحاث النسوية في عام 1986.
أصبحت في عام 1993 محررة مجلة معهد فارزانه «المرأة الحكيمة»، واستمرت في عملها كمحررة للمجلة بعد أن تركت معهد الدراسات والأبحاث النسوية في عام 2003، كما طالبت في قضيتها الأولى كمحررة في مجلة فارزانه بضرورة أن تكون الدراسات النسائية علم يمكنه مساعدة النساء على عيش حياة إسلامية جيدة.
أسست محبوبة عام 1997 جمعية النساء الكاتبات والصحفيات كردّ على قمع القضاء الإيراني للمنشورات النسائية، كما كانت نشطة في حملة وصول المرأة إلى الملاعب العامة وحملة التوقف عن الرجم إلى الأبد وميثاق النساء الإيرانيات.
اعتقلتها قوات الأمن لأول مرة في 1 نوفمبر عام 2004 واحتجزتها لمدة شهر بسبب خطاب ألقته في بانكوك، كما حُجز على ممتلكاتها الشخصية دون سابق إنذار، وأُغلق مركز تدريب المنظمات غير الحكومية الذي كانت مديرته، كما قُبض عليها مرة أخرى أمام المحكمة الثورية في طهران قبيل يوم المرأة العالمي في 4 مارس عام 2007 أثناء مظاهرة سلمية للتضامن مع خمس ناشطات حُوكمن في مظاهرة سابقة، احتُجزت هذه المرة أكثر من شهر في سجن إيفين.
قُبض عليها للمرة الثالثة في 21 ديسمبر عام 2009 مع آخرين كانوا يحاولون حضور جنازة آية الله العظمى حسين علي المنتظري، وهو رجل دين كبير انتقد بطش الحكومة الإيرانية ضد المتظاهرين على نتائج الانتخابات الرئاسية المطعون فيها في يونيو عام 2009.
أُطلق سراحها بعد 24 ساعة بشرط أن تحذف الأفلام التي صنعتها من مجموعتها الموجودة على موقعها. هربت إلى أوروبا وحُكم عليها في عام 2010 بالسجن غيابياً لمدة ثلاثين شهراً وثلاثين جلدة بسبب «أفعال ضد الأمن القومي من خلال التآمر والتواطؤ لتعطيل الأمن العام، وتعكير صفو النظام العام وتحدي ضباط الحكومة».
مُنحت محبوبة عباسقليزاده جائزة يوهان فيليب بالم لحرية التعبير والصحافة في عام 2010، وهي تُدرّس الحركات الاجتماعية للمرأة ضمن الأطر الإسلامية في جامعة كاليفورنيا.

## الأعمال

### المكتوبة
- لماذا فارزانه (خريف 1993).
- التجربة النسوية الإسلامية في إيران (شتاء 2000).

### الأفلام
- النساء خلف القضبان.[6]